# Гринвуд, Шарлотт
Шарлотт Гринвуд (англ. Charlotte Greenwood, 25 июня 1890 — 28 декабря 1977) — американская актриса и танцовщица.
Актёрскую карьеру начала с участия в водевилях, а в 1912 году дебютировала на Бродвее. Именно театральные роли принесли актрисе популярность и признание. Помимо этого у Гринвуд была длительная карьера в кино, начавшаяся в 1915 году с главной роли в немой комедии «Джейн». На большом экране актриса появилась почти в трех десятках кинокартин, среди которых «Переполох в отеле» (1931), «Даже по-аргентински» (1940), «Луна над Майами» (1941), «Вся банда в сборе» (1943), «Оклахома!» (1955) и «Противоположный пол» (1956). Будучи сторонницей христианской науки, Гринвуд отклонила роль матери-настоятельницы в мюзикле «Звуки музыки» посчитав, что не сможет с полной ответственностью прочувствовать эту роль.
Актриса дважды была замужем. Её первым супругом был актёр Сирил Ринг, брат актрисы Бланш Ринг, а вторым — композитор Мартин Брунз. Оба брака были бездетными и завершились разводом. Шарлотт Гринвуд скончалась в Лос-Анджелесе в 1977 году в возрасте 87 лет. Она была кремирована, а прах развеян в море.